# Carolina (Porto Rico)
Pour les articles homonymes, voir Carolina.
La municipalité de Carolina, sur l'île de Porto Rico (Code International : PR.CN) couvre une superficie de 120 km2 et regroupe 154 815 habitants en 2020.
Le plus important aéroport des Grandes Antilles, l'aéroport international Luis Muñoz Marín, se trouve sur son territoire.

## Histoire
La ville a été fondée par des colons espagnols en 1816 comme Trujillo Bajo, avec son contraire Trujillo Alto d'après Trujillo (Espagne). En 1857, elle a été renommée San Fernando de la Carolina, ensuite juste Carolina, d'après le roi d'Espagne Charles II.
La ville est connue sous le nom de Terre des Géants, non seulement à cause du célèbre résident Don Felipe Birriel González (qui était très grand), mais aussi en l'honneur d'autres personnes originaires de Carolina, y compris la poétesse Julia de Burgos et Roberto Clemente, le premier joueur de baseball d'Amérique latine. Carolina était aussi le lieu de naissance de Jesús T. Piñero, le premier Portoricain à être nommé Gouverneur de Porto Rico par le gouvernement des États-Unis.
Cette ville est aussi appelée "El Pueblo de los Tumba Brazos". Durant les années 1800, la ville a été un important exportateur de canne à sucre des Caraïbes. La plupart des travailleurs de canne à sucre résolvaient leurs problèmes à coups de machette. C'est pourquoi beaucoup d'eux ont perdu un bras durant ces combats.

## Économie
Carolina a en son cœur, Plaza Carolina, un des plus grands centres commerciaux de Puerto Rico.
Executive Airlines, une compagnie aérienne filiale d'American Airlines, a son siège à l'Aéroport international Luis-Muñoz-Marín à Carolina.

### Industrie
Produits manufacturés (produits pharmaceutiques, matériel médical et chimie) et commerce.

## Tourisme
Carolina est l'un des centres touristiques les plus importants de Porto Rico. On pense souvent à tort que l'Aéroport international Luis-Muñoz-Marín est situé à San Juan. Il est, en réalité, localisé à Isla Verde qui est une zone géographique de Carolina. Un grand nombre d'hôtels sont aussi situés à Carolina, en bord de mer.
Il y a plusieurs hôtels renommés sur la côte de Carolina (région d'Isla Verde), y compris le "El San Juan Resort and Casino", l'hôtel InterContinental San Juan et l'hôtel Ritz-Carlton avec Spa et Casino.

### Curiosités
- Buena Vista Ruins
- Carolina Beach
- Loíza's Big River
- Isla Verde Club Gallístico
- Aéroport international Luis-Muñoz-Marín
- Jesús T. Piñero Monument
- Julia de Burgos Park
- Piñones Beach
- Roberto Clemente Ciudad Deportiva

## Culture

### Personnalités
- Anuel AA né le 26 novembre 1996. Rappeur et compositeur.
- Julia de Burgos née le 17 février 1914. La grande poétesse portoricaine, chanteuse du "Río Grande Loíza". Elle meurt prématurément en 1953 à l'âge de 39 ans, alors qu'on pouvait attendre beaucoup d'elle[réf. nécessaire]. Cependant elle a laissé des cahiers de vers Poemas exactos a mí mísma, Poemas en veinte surcos et Canción de la verdad sencilla.
- Roberto Clemente né le 18 août 1934. Il fut un grand joueur de baseball qui a gagné de nombreux prix. Il meurt tragiquement dans un accident d'avion alors qu'il se dirigeait vers le Nicaragua afin de secourir les victimes d'un tremblement de terre, le 31 décembre 1972. Il est le premier latinoaméricain à intégrer le Salón de la Fama du baseball nord-américain.
- Ramón Mellado Parsons est né en 1904. Enseignant et essayiste, il fut secrétaire de l'Instruction Publique, président du conseil de l'Éducation Supérior et délégué de la Convention Constituante du ELA. Parmi ses œuvres figure L'éducation à Puerto Rico (La educación en Puerto Rico). Il est mort en 1985.
- Jesús T. Piñero, né le 16 avril 1897. Il a été le premier gouverneur portoricain, membre fondateur du Parti Populaire Démocratique et de la Commission basée à Washington. En 1946, le président des États-Unis le nomme gouverneur de Puerto Rico. Il est mort en 1952.
- Ángel Rivero Méndez, né en 1856, militaire et journaliste. Il participe à la guerre hispano-cubano-américaine en tant que membre de l'exécutif espagnol. Il écrit une chronique sur cette guerre à Puerto Rico. Il est mort en 1930.
- Jesús M.ª Sanromá, né en 1902. Pianiste de renommée internationale qui a participé au rayonnement de Puerto Rico en se produisant dans les grandes capitales du monde. Il a fait ses études aux États-Unis, en France et en Allemagne. Grâce à la magie du disque, on peut apprécier ses prestations sur de nombreux enregistrements. Il est mort en 1984.
- Modesto Rivera Rivera. Né à Carolina le 24 décembre 1897 et mort en 1982. Maestro, catedrático de l'Université de Puerto Rico (UPR). Président de l'Association de Maestros, Président de l'Assemblée Municipale de San Juan (de 1964 à 68). Essayiste. Il a suivi des études primaires en Carolina. Il a fait ses études secondaires à l'école supérieure de la UPR. Diplômé en Arts à la UPR en 1933. Il obtient une maîtrise en Études hispaniques à la UPR en 1949. Docteur en Philosophie et Lettres à l'Université nationale autonome du Mexique (1952).
- Felipe Birriel (en), né le 16 août 1916 et mort le 15 mars 1994), est connu comme le "Géant de Carolina", et c'est pour cela que la ville de Carolina est appelée la "terre des géants". Elle culmine à 2 413 m.[pas clair]
- Micaela Nevárez (1972-), actrice portoricaine.
- Emilio Flores Marquez (1908-), né à Carolina. Supercentenaire portoricain. Doyen masculin de l'humanité depuis le 28 mai 2020.